# Uniküla (Valga)
Uniküla (niem. Unniküll) – wieś w Estonii, w prowincji Valga, w gminie Valga.

## Historia
Pierwsza wzmianka o wsi pochodzi z 1582 roku. Była ona wtedy znana pod nazwą Onnikull.
W czasie okupacji Estonii przez Związek Radziecki we wsi znajdowała się baza rakietowa Armii Czerwonej.
W 1977 roku do Uniküla przyłączono wieś Kingu.
W latach 1992–2017 wieś znajdowała się w gminie Õru.

## Urodzeni w Uniküla
- Friedrich Kuhlbars(inne języki) (1841-1924) – estoński poeta[6]
- Hans Einer(inne języki) (1856-1927) – estoński pedagog[7]